# Höpkensruh
Höpkensruh, auch Höpkens Ruh, ist ein kleiner, sieben Hektar großer Landschaftspark in Bremen-Oberneuland. Der Park und das Landgut befinden sich an der Oberneulander Landstraße 69.

## Geschichte

### Erstbesitzer Schultze
Der Jurist Dr. Jacob Friedrich Schultz (1769–1827) hatte hier um 1800 einen Park angelegt, den ersten in Bremen, der in der Art eines Englischen Landschaftsgartens entstand. Nach dem Tod von Schultz wechselte das Gut mehrfach den Besitzer.

### Linnaeus-Obelisk
Um 1800 wurde der erste Linnaeus-Obelisk zum Gedenken an die Naturforscher Carl von Linné, Albrecht Wilhelm Roth, Albrecht von Haller und Nikolaus Joseph von Jacquin in der Gartenanlage aufgestellt. Der Obelisk wurde im Zweiten Weltkrieg zerstört und durch Material aus einem aufgelassenen Grab erneuert. Er ist etwas kleiner als das ursprüngliche Denkmal.

### Höpken erwirbt das Landgut
Der Kaufmann und Reeder Johann Höpken und sein Bruder Georg erwarben am 19. Dezember 1859 das Landgut in Oberneuland. Sie nannten es Höpkensruh. Höpkensruh wurde durch Höpkens Pflege und ergänzenden Pflanzungen als Park weiter ausgebaut. 1873 vererbte er Höpkensruh der Stadt Bremen, unter der Bedingung, hier eine Gastwirtschaft einzurichten. Zwei seiner Geschwister bekamen ein lebenslanges Nutzungsrecht eingeräumt; 1892 verzichtete Eduard Höpken auf seine weiteren Nutzungsrechte.
Der Gemeindeausschuss (heute Beirat) tagte in den 1930er Jahren in Höpkens Ruh. Am 3. Juli 1933 gibt hier der Gemeindevorsteher Aumund den Ausschluss aller sozialdemokratischen Abgeordneten bekannt. Der Nationalsozialismus hat nun auch offiziell Oberneuland erfasst.

### Gaststätte bis 1944 und seit 1964
Im Gutshaus wurde eine Gaststätte eingerichtet, die 1893 an den Oberneulander Wirt des Bahnhofsrestaurants Carl Bartels verpachtet wurde. 1897 brannte die Sommerwirtschaft ab. Nach Plänen von Heinrich Flügel erfolgte ein Neubau, verpachtet an die Kaiserbrauerei Beck & Co, die verschiedene Unterpächter (Ebert 1899–1919, Reinecke 1919–1942, Struckmann seit 1942) einsetzte. Baracken des Militärs entstanden im Park und blieben auch nach dem Krieg bis 1958 bestehen. 1944 wurde das Gebäude weitgehend zerstört. Das Wirtschaftsgebäude wurde wieder renoviert und von Struckmann als Gastwirtschaft betrieben.
Ein 1958 gegründeter Verein der Freunde von Höpkensruh veranlasste 1964 nördlich des alten Hauses den Bau einer neuen Gaststätte.
Der Park steht seit 1984 als Gesamtanlage unter Denkmalschutz und ist Bestandteil des FFH-Gebietes Parks in Oberneuland. Zusammen mit dem Nachbargrundstück Muhles Park bildet Höpkensruh eine Denkmalgruppe.